# Marco Bertoldi
Marco Bertoldi (Lavarone, 27 gennaio 1911 – Trento, 13 gennaio 1999) è stato un pittore italiano.

## Biografia

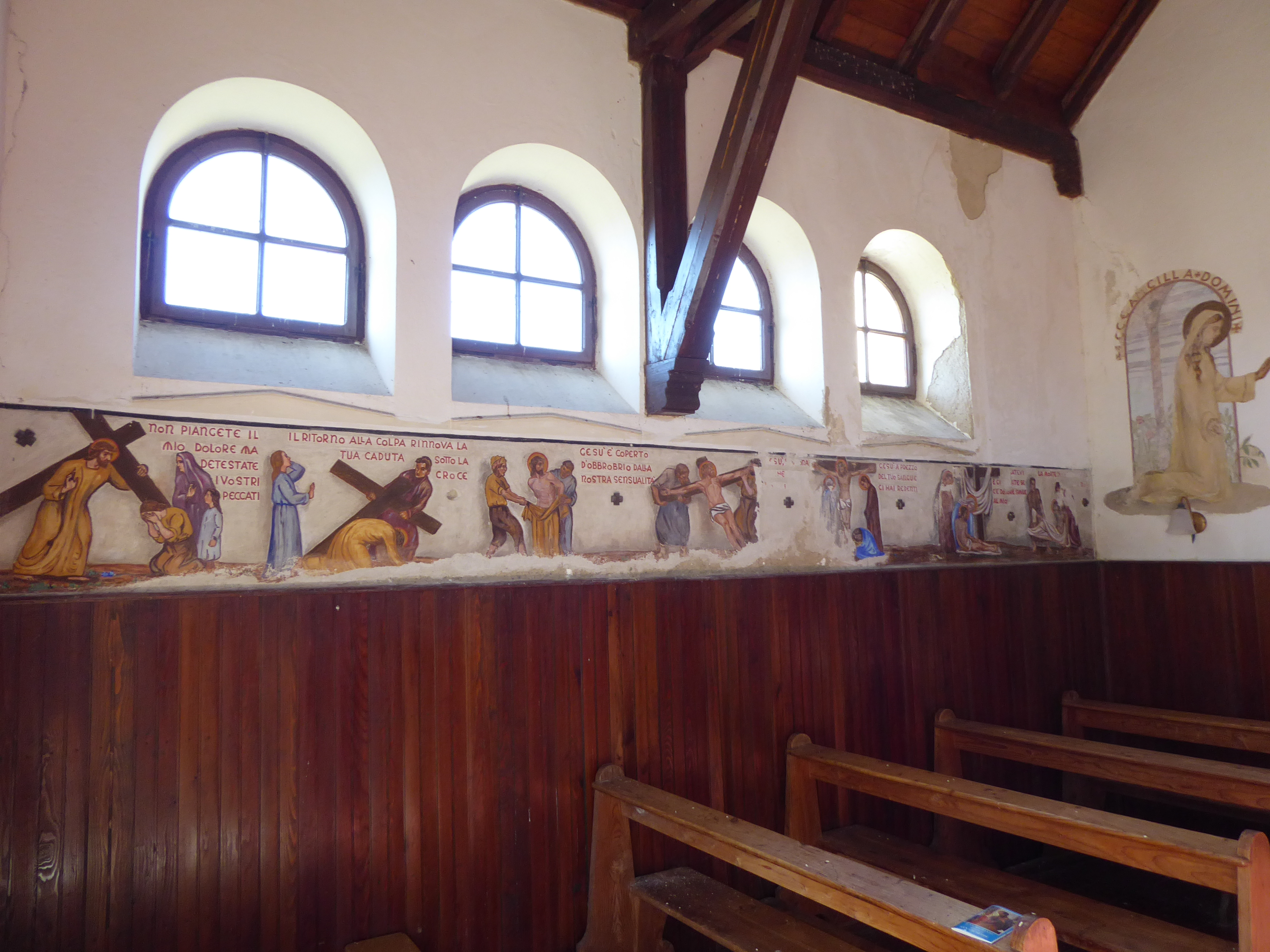
Parte della via Crucis realizzata da Bertoldi nella chiesa di San Giovanni Battista sul Passo Vezzena (Levico Terme)

Marco Bertoldi nacque nella frazione Bertoldi di Lavarone da Attilio e Luigia Speranza. Dal 1933 al 1935 fu a Roma dove svolse il servizio militare, e nello stesso periodo frequentò l'Accademia Lipinsky. Nel 1936 si diploma all'Accademia Cignaroli di Verona. Nel 1942 ottenne la cattedra di decorazione pittorica presso la Scuola d'Arte di Vigo di Fassa diretta da Bruno Colorio e nel 1954 venne trasferito a Trento all'Istituto d'Arte Alessandro Vittoria. Nel 1962 fu tra i fondatori della sezione trentina UCAI (Unione Cattolica degli Artisti Italiani).
Intraprese la carriera artistica come decoratore di numerose chiese ed edifici pubblici in particolare nel Triveneto. 
Marco Bertoldi si dedicò anche alla pittura ad olio e all'incisione. Espose in numerose collezioni nazionali e internazionali. 

## Omaggi
Nel 1992 la Galleria Civica di Arte Contemporanea di Trento gli dedicò una mostra antologica curata dal critico Fiorenzo Degasperi. 
Nel 2011 in occasione del centenario della sua nascita, il Comune di Lavarone gli rese omaggio con una mostra antologica, "Lo stupore sereno della visione", curata da Mario Cossali.

## Opere di arte sacra

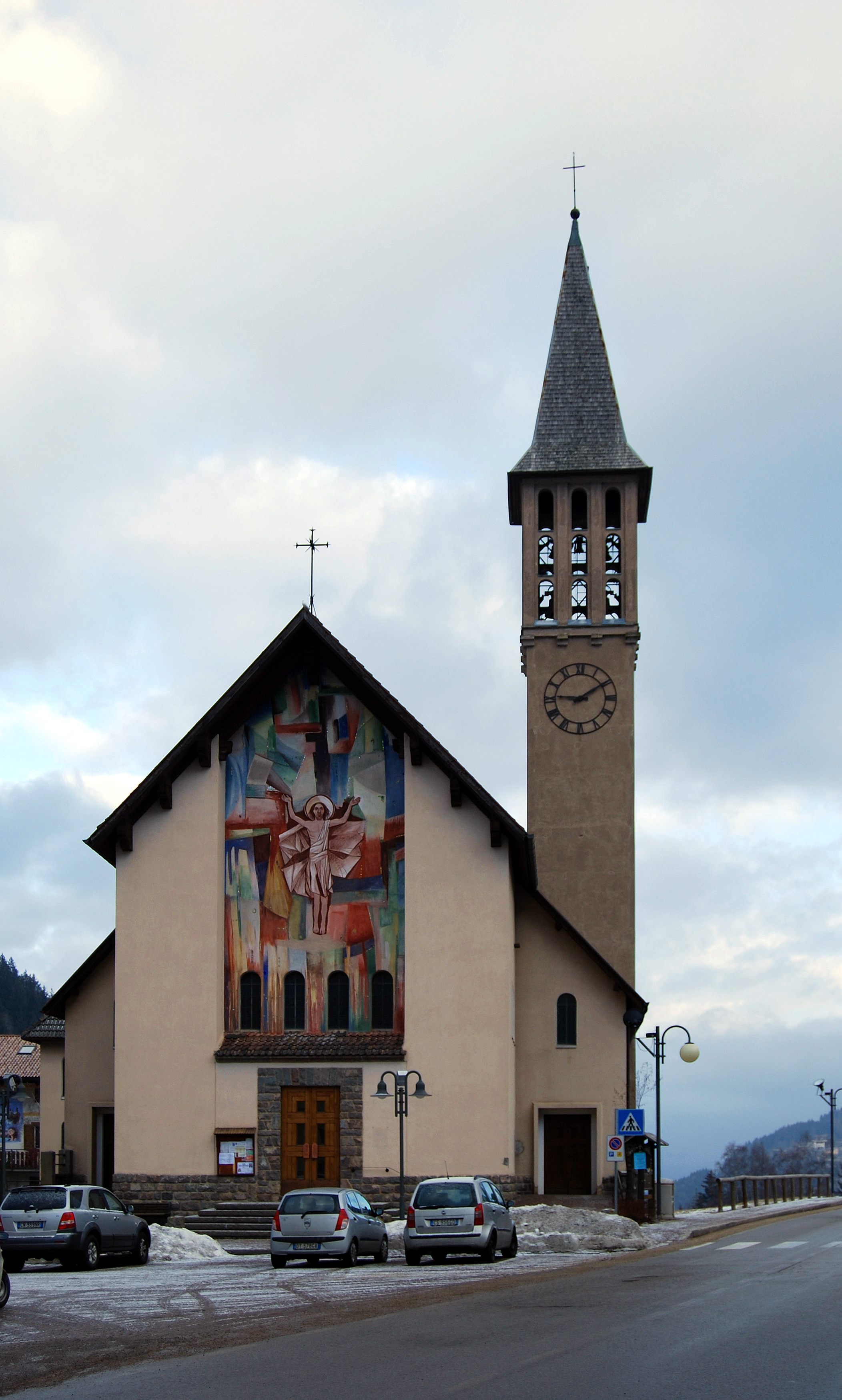
Dipinto murale sulla facciata della chiesa della Madonna del Buon Consiglio a Brusago (Bedollo)

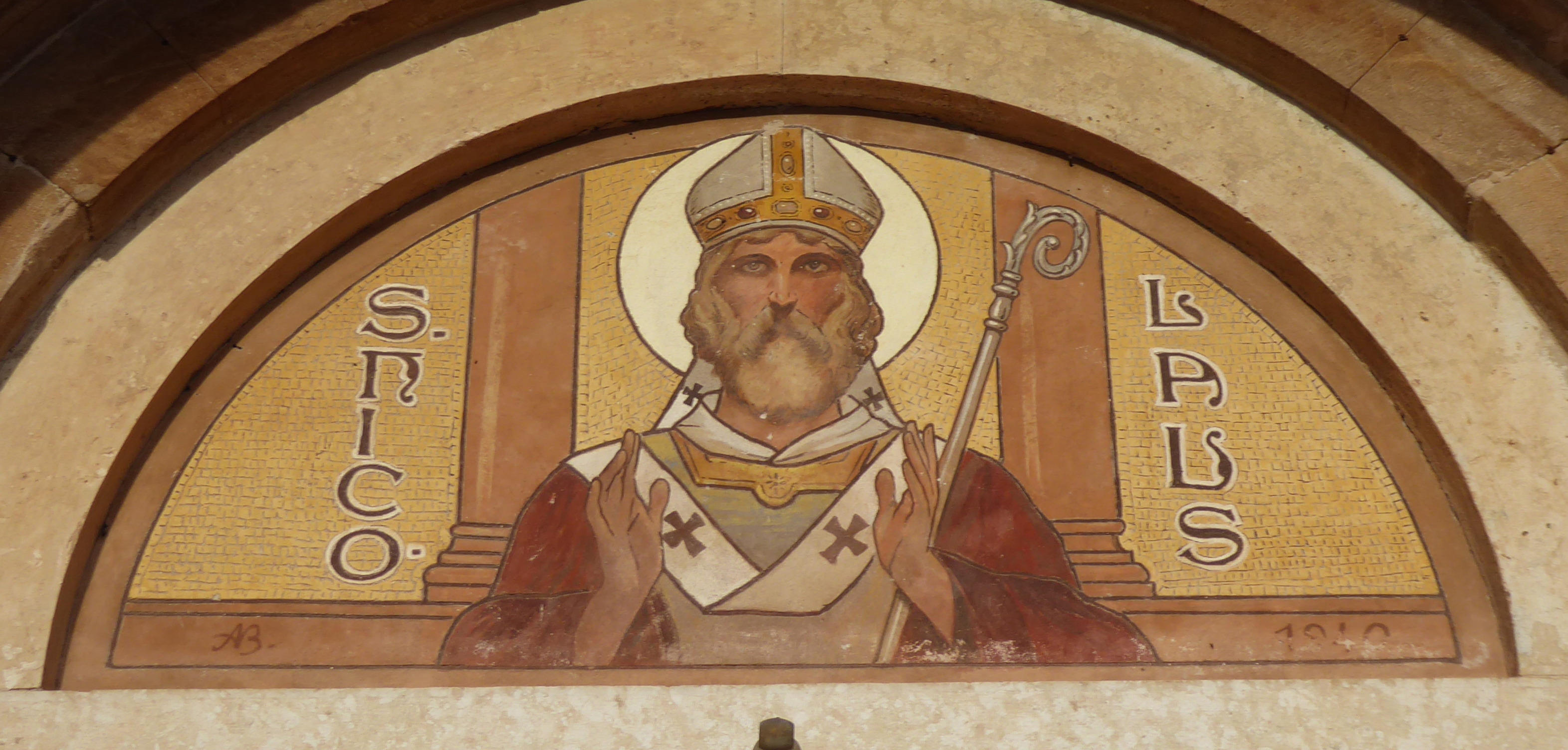
San Nicola sopra il portale d'ingresso della chiesa di San Nicolò a Ville di Giovo

Alcune delle opere realizzate da Marco Bertoldi: 
- 1940: ritratto di san Nicola nella lunetta cieca sopra il portale della chiesa di San Nicolò delle Ville di Giovo, Giovo
- 1940 - 1960: dipinti murali per la cappella dell'Addolorata a Civezzano
- 1943, pareti e volte interne della chiesa di San Francesco d'Assisi alle Carbonare di Folgaria
- 1943: affreschi esterni e via Crucis, chiesa di San Giovanni Battista sul passo Vezzena, Levico Terme
- 1945: decorazioni a tempera e affresco nel santuario della Beata Maria Vergine di Caravaggio di Deggia, San Lorenzo Dorsino
- 1945: stazioni della via Crucis nella chiesa dei Santi Pietro e Paolo a Ceniga, Dro
- 1948: Annunciazione nella chiesa di San Nicolò a Pozza di Fassa, San Giovanni di Fassa, poi scialbata
- 1952: immagine del battesimo di Gesù nella nicchia del fonte battesimale della chiesa di San Giuseppe a Mezzomonte di Sopra, Folgaria
- 1956: Madonna del buon consiglio, chiesa della Madonna del Buon Consiglio di Brusago, Bedollo
- 1956: pitture a tempera nella chiesa di San Giacomo Maggiore a Comano, Comano Terme
- 1957: decorazioni a graffito nella chiesa dei Santi Fabiano e Sebastiano a Selva di Levico
- 1963: affresco raffigurante sant'Antonio di Padova, chiesa parrocchiale di Sant'Antonio di Padova di Trento
- 1966: decorazione del catino absidale della chiesa della Visitazione di Maria di Nosellari, Folgaria* 1985: affreschi della chiesa del Cenacolo a Bertoldi di Lavarone
- 1978: pale d'altare della chiesa del Sacro Cuore di Gesù di Trento
- 1987: affresco dell'abside della chiesa del Sacro Cuore di Gesù di Trento
- 1987: Cristo risorto sulla facciata della chiesa della Madonna del Buon Consiglio di Brusago, Bedollo
- 1988: affresco della facciata del santuario della Madonna della Rocchetta di Ospedaletto[9]
- 1989: rifacimento di un preesistente dipinto di san Floriano sulla facciata della chiesa di San Floriano a Chiesa, Lavarone
- 1993: Crocifissione, chiesa di Avezzano